# عين الشعير (بوعنان)
عين الشعير هي إحدى مشيخات المملكة المغربية، تتبع جغرافيا لإقليم فكيك وإداريًا لبوعنان. يقدر عدد سكانها بـ 1321 نسمة حسب الإحصاء الرسمي للسكان والسكنى لسنة 2004.